# Pierre-Joseph Proudhon
Pierre-Joseph Proudhon (n. 15 ianuarie 1809, Besançon - d. 19 ianuarie 1865, Passy, Paris), economist, sociolog francez, teoretician al socialismului, considerat părintele anarhismului.
A lucrat ca tipograf, iar în 1838 s-a mutat la Paris.
În 1840 publică eseul său principal, Ce e proprietatea?, întrebare la care răspunde: "Proprietatea e furt!". Aceasta avea să suscite atenția autorităților judiciare, precum și a lui Karl Marx, care începe să corespondeze cu Proudhon. Legătura dintre Proudhon și Marx s-a terminat prin neînțelegerea ulterioară între cei doi. Proudhon denunță intoleranța lui Marx  și "religiunea rațiunii" (materialismul dialectic) pus pe picioare de Marx. Această scrisoare marchează opoziția istorică dintre anarhiști și marxiști. În urma cărții " Sistemul contradicțiilor economice sau Filosofia mizeriei" a lui Proudhon (1846), Marx a ripostat prin lucrarea "Mizeria filosofiei".

## Citate
"Ce e proprietatea? Proprietatea e furt!"
"Monarhia universală e în politică ceea ce e cvadratura cercului sau mișcarea perpetuă în matematică."
"Zilnic ni se vorbește de granițe naturale. Între timp explic ceea ce înțeleg prin aceste două cuvinte: granițele naturale, eu aș zice că cea mai bună, cea mai sigură, cea mai naturală dintre granițe e cea care garantează populațiunilor - pe care le desparte - libertatea cea mai desăvîrșită, autoguvernarea cea mai absolută. Tocmai de aceea protestez împotriva marilor unități politice, care-mi par a nu fi altceva decât confiscări ale naționalităților."
"Ceea ce e adevărat despre state, e întocmai adevărat despre orașele și județele unui stat anume: federalismul e forma politică a omenirii."
"Vechea lege a unității și a nedespărțirii e abrogată. În virtutea acordului de unire - cel puțin presupus - între diferite părți ale statului, centrul politic e pretutindeni, iar circumferința nicăieri. Fiecare grup sau soi de populațiune, fiecare rasă, fiecare limbă e stăpâna teritoriului propriu. Fiecare cetate, apărată de către cetățile vecine, e regină în pe locul pe care-l ocupă."
"Federațiune, de la latinescul «fœdus», genitiv «fœderis», adică pact, contract, tratat, convențiune, legămînt, etc... e o înțelegere prin care unul sau mai mulâi capi de familie, una sau mai multe comune, unu sau mai multe grupuri de comune sau state, se obligă recipric și unele față de altele, în vederea unuia sau mai multor obiective specifice."
"Cine zice mutualitate, presupune împărțirea pămîntului, diviziunea proprietăților; independența muncii, separarea industriilor, a specialității funcțiunilor, răspundere individuală și colectivă, potrivit muncii individuale sau în grup, reducerea taxelor generale la minimum, suprimarea parazitismului și a mizeriei ... "
"Deoarece religiunea de stat e înseamnă violarea conștiinței, centralizarea administrativă înseamnă castrarea libertății. Instituțiuni funebre, purcese dintr-una și aceeași patimă a oprimării și intoleranței, a cărei roade otrăvitoare arată bine analogia! Religiunea de stat a dat naștere inchizițiunii; administrațiunea de stat a dat naștere poliției."
"Secretul ecuației între cetățean și stat, precum a celei între enoriaș și preot, între avocat și judecător, se află în ecuația economică pe care am făcut-o mai înainte, prin abolirea interesului capitalist, între muncitor și întreprinzător, între țăran și moșier. Prin reciprocitatea obligațiunilor faceți să dispară acest de pe urmă vestigiu al sclăviei antice, și atunci cetățenii și comunele nu vor avea nevoie ca statul să intervină ca să le orînduiască bunurile, să le administreze proprietățile, să le zidească porturile, malurile, canalele, drumurile; nici ca să tocmească târgurile, să facă judecată, să școlarizeze, că conducă, să controleze, să le cenzureze oamenii, să supravegheze, să apere și să facă ordine, ci oamenii vor se putea închina celui Preaînalt, își vor putea judeca criminalii și îi vor face neputincioși a face răul, cu condiția ca aceasta să înceteze crima."

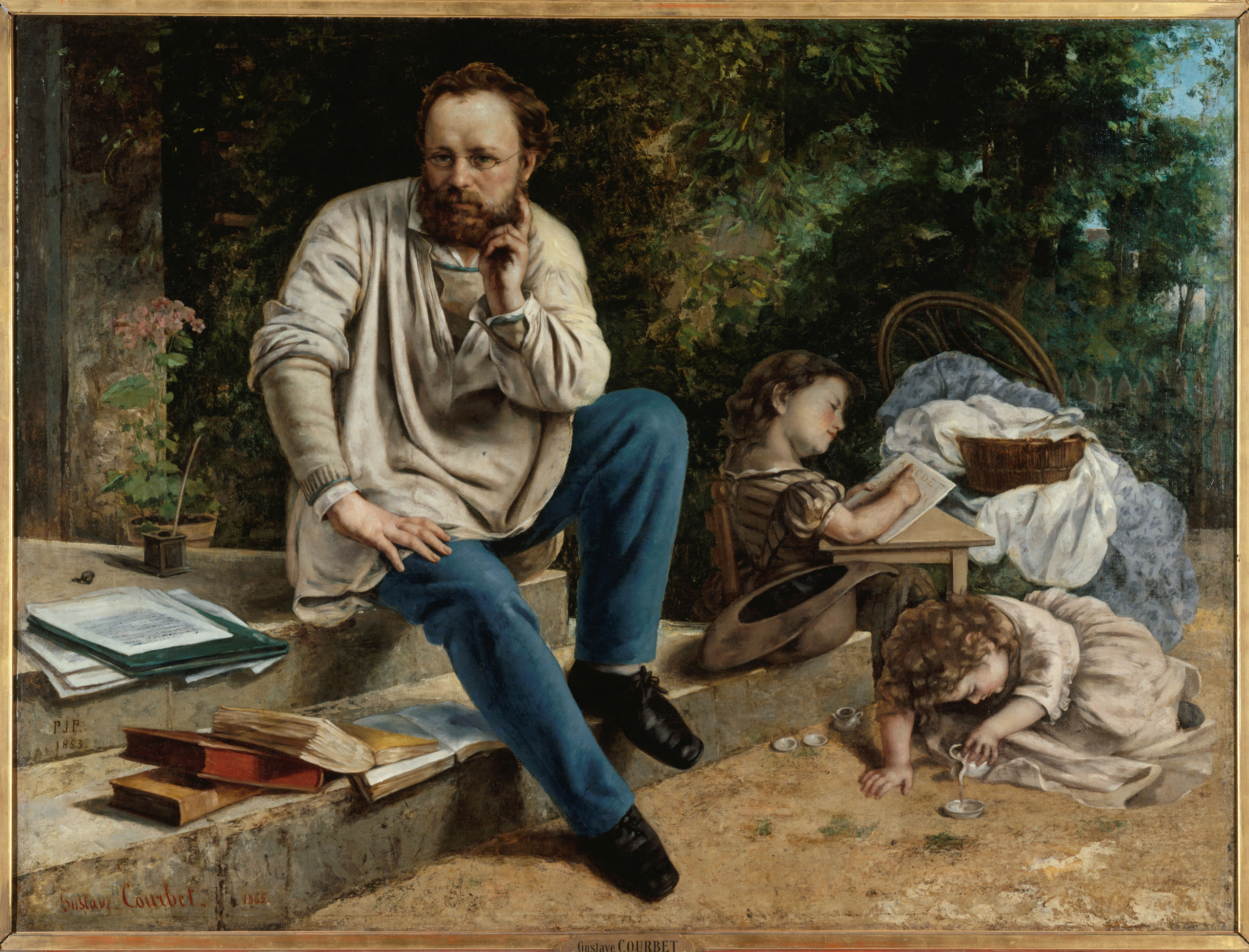
Pierre-Joseph Proudhon

"Aduceți-vă aminte, nu există decât un fel de a face drepate: ca inculpatul sau cel interesat să facă el însuși dreptatea. Or, o va face, atunci când fiecare cetățean va semna pactul social; atunci când într’această convențiune solemnă se vor hotărî drepturile, obligațiunle și atribuțiunile fiecăruia, când se va face un schim de garanții și se va scrie sancțiunea. Atunci justiția, purcegând din libertate, nu va mai fi răzbunare, ci în reparare. Deoarece legea societății nu va mai fi opusă individului, acesta nu va mai putea protesta, și nu va avea decât să-și mărturisească fapta."
"O comună are nevoie de un învățător. Ea îl alege după pofta inimii, tînăr sau bătrân, burlac sau însurat, absolvent al școlii normale sau autodidact, cu sau fără diplomă. Singurul lucru de însemnătate e ca învățătorul să convină capilor de familii, ca aceștia să hotărască dacă își lasă sau nu copiii pe mâna lui. În acest caz, ca altundeva, trebuie ca acest lucru să purceadă din liberul contract și să fie supus concurenței; lucru imposibil sub un regim de inegalitate, de pile, de monopol universitar sau de măritiș între Biserică și Stat."
"După cum nu este libertate fără unire ori fără ordine, la fel nu există unire fără varietate, fără pluralism, fără divergențe; nu există ordine fără proteste, contrazicere sau antagonism."
"De lipsa cărei virtuți personale sau sociale îi veți acuza pe oamenii care-și promit reciproc totul, care din inimă largă își garantează totul, își asigură unii altora totul, își dăruiesc totul: școlire, loc de muncă, schimb, patrimoniu, venituri, avere, siguranță?"